# Thyna

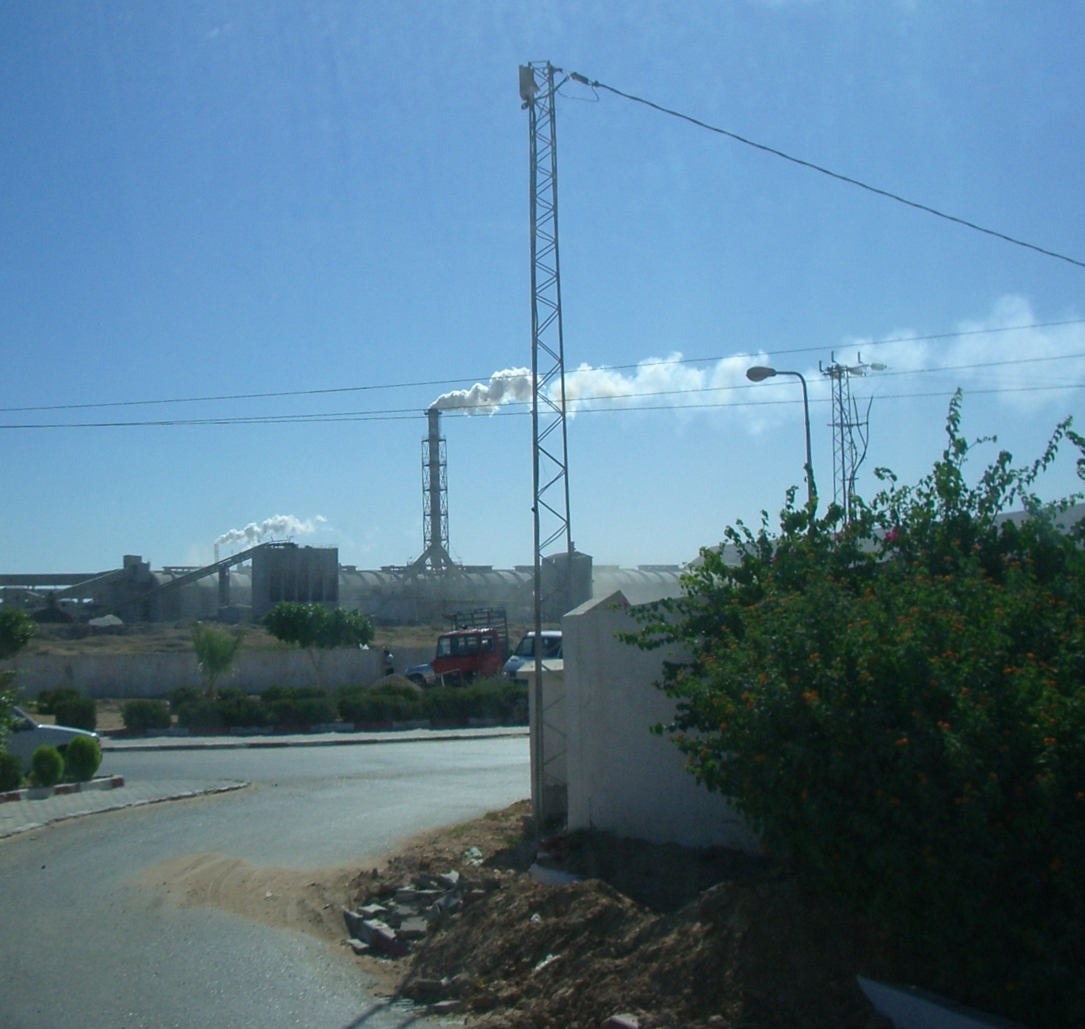
Fàbrica de tractament de fosfats prop de Thyna

Thyna, Thina, Tyna o Tina (àrab: طينة, Ṭīna) és una ciutat de Tunísia, a la governació de Sfax, situada uns 11 km al sud del centre de Sfax, i només 2 o 3 km al sud dels barris més meridionals de la ciutat. Forma una municipalitat amb 26.635 habitants, dels quals 18.168 viuen a la ciutat mateixa i la resta en nuclis dependents. És capçalera d'una delegació amb 35.020 habitants al cens del 2004 i 45.647 al cens del 2006, la qual cosa mostra un fort i ràpid creixement motivat per la proximitat de Sfax, que és la segona ciutat el país. Té estació de ferrocarril i, a l'oest, un aeroport, l'Aeroport Internacional de Sfax.

## Economia
L'activitat econòmica és industrial i comercial. El govern hi va crear el 1999 una zona industrial de 42 hectàrees que va prendre embranzida amb indústries relacionades amb els fosfats, indústries de la fusta, relacionades amb l'oli i altres, i avui consolidada.
A la part oest de la ciutat hi ha una sabkha o llacuna salada que és la segona en producció de sal després de la de Monastir i que produeix 30 000 tones a l'any. A la llacuna s'ha establert una reserva d'aus per a les migracions hivernals i 8.000 hectàrees han estat declarades pel govern com una àrea d'importància natural des de 1980.

## Història
Fou l'antiga Thaenae, la ciutat més al sud de la província d'Àfrica quan aquesta es va constituir el 146 aC. Sota Hadrià va esdevenir colònia. Queden algunes restes de termes, alguna mansió romana, una basílica paleocristiana, una necròpolis (amb un mausoleu octogonal), i alguns altres edificis que es poden datar entre el segle iv i el segle vi.

## Administració
És el centre de la delegació o mutamadiyya homònima, amb codi geogràfic 34 56 (ISO 3166-2:TN-12), dividida en tres sectors o imades:
- Tina (34 56 51)
- Sidi Abid (34 56 52)
- El Hajeb (34 56 53)

Al mateix temps, forma una municipalitat o baladiyya (codi geogràfic 34 17).